# Campionati italiani assoluti di atletica leggera 2011
I CI Campionati italiani assoluti di atletica leggera si sono tenuti a Torino dal 25 al 26 giugno 2011.

## Risultati

### Uomini
| Specialità                                                                              | Oro                                                                                      | Prestazione | Argento                                                                                         | Prestazione | Bronzo                                                                                 | Prestazione |
| Corse                                                                                   |                                                                                          |             |                                                                                                 |             |                                                                                        |             |
| 100 m (- 0,7 m/s)                                                                       | Matteo Galvan Gruppi Sportivi Fiamme Gialle                                              | 10"38       | Emanuele Di Gregorio Centro Sportivo Aeronautica Militare                                       | 10"41       | Michael Tumi Centro Sportivo Aeronautica Militare                                      | 10"44       |
| 200 m (+0,1 m/s)                                                                        | Andrew Howe Centro Sportivo Aeronautica Militare                                         | 20"52       | Emanuele Di Gregorio Centro Sportivo Aeronautica Militare                                       | 20"96       | Davide Manenti Centro Sportivo Aeronautica Militare                                    | 21"11       |
| 400 m                                                                                   | Marco Vistalli Gruppo Sportivo Fiamme Oro                                                | 45"88       | Isalbet Juarez Gruppo Sportivo Fiamme Oro                                                       | 46"51       | Michele Tricca Atletica Susa                                                           | 46"69       |
| 800 m                                                                                   | Giordano Benedetti Gruppi Sportivi Fiamme Gialle                                         | 1'49"26     | Mario Scapini CUS Pro Patria Milano                                                             | 1'49"51     | Livio Sciandra Centro Sportivo Aeronautica Militare                                    | 1'50"00     |
| 1500 m                                                                                  | Merihun Crespi Centro Sportivo Esercito                                                  | 3'47"53     | Lukas Rifesser Centro Sportivo Esercito                                                         | 3'48"05     | Giovanni Bellino Atletica Firenze Marathon                                             | 3'48"49     |
| 5000 m                                                                                  | Stefano La Rosa Centro Sportivo Carabinieri                                              | 14'02"29    | Daniele Meucci Centro Sportivo Esercito                                                         | 14'03"19    | Kaddour Slimani Runner Team 99                                                         | 14'03"60    |
| 10 000 m                                                                                | Domenico Ricatti Centro Sportivo Aeronautica Militare                                    | 29'51"84    | Francesco Bona Centro Sportivo Aeronautica Militare                                             | 29'57"21    | Riccardo Sterni Centro Sportivo Esercito                                               | 29'57"82    |
| 110 m hs (-0,1 m/s)                                                                     | Emanuele Abate Gruppo Sportivo Fiamme Oro                                                | 13"71       | Michele Calvi Centro Sportivo Esercito                                                          | 13"81       | John Mark Nalocca Centro Sportivo Carabinieri                                          | 14"03       |
| 400 m hs                                                                                | José Bencosme de Leon Gruppi Sportivi Fiamme Gialle                                      | 50"55       | Giacomo Panizza Atletica Lecco Colombo Costruzioni                                              | 50"85       | Leonardo Capotosti Gruppi Sportivi Fiamme Gialle                                       | 51"22       |
| 3000 m siepi                                                                            | Yuri Floriani Gruppi Sportivi Fiamme Gialle                                              | 8'37"66     | Matteo Villani Centro Sportivo Carabinieri                                                      | 8'47"67     | Antonio Garavello Assindustria Sport Padova                                            | 8'49"97     |
| Marcia 10000 m                                                                          | Jean-Jacques Nkouloukidi Gruppi Sportivi Fiamme Gialle                                   | 39'44"70    | Federico Tontodonati CUS Torino                                                                 | 41'00"03    | Lorenzo Dessi Fiamme Gialle Simoni                                                     | 43'19"20    |
| Staffetta 4×100 m                                                                       | Atletica Riccardi Massimiliano Dentali Giovanni Tomasicchio Giacomo Tortu Paolo Pistono  | 40"65       | Atletica AVIS Macerata Carlo Nardi Marco Vescovi Filippo Michele Reina Lorenzo Angelini         | 41"15       | Assindustria Sport Paolo Castellini Luca Berti Rigo Andrea Luciani Enrico Pra Floriani | 41"40       |
| Staffetta 4×400 m                                                                       | Gruppo Sportivo Fiamme Oro Enrico Demonte Isalbet Juarez Marco Vistalli Domenico Fontana | 3'11"99     | Atletica Studentesca CA.RI.RI Marco Valentini Andrea Bufalino Giovanni Albano Lorenzo Valentini | 3'12"17     | Atletica Firenze Marathon Samuele Mattei Fabio Fedele Fabio Crispino Arcangelo Morizio | 3'15"78     |
| Salti                                                                                   |                                                                                          |             |                                                                                                 |             |                                                                                        |             |
| Salto in alto                                                                           | Silvano Chesani Gruppo Sportivo Fiamme Oro                                               | 2,28 m      | Marco Fassinotti Centro Sportivo Aeronautica Militare                                           | 2,25 m      | Andrea Bettinelli Gruppi Sportivi Fiamme Gialle                                        | 2,25 m      |
| Salto con l'asta                                                                        | Sergio D'Orio Gruppi Sportivi Fiamme Gialle                                              | 5,30 m      | Claudio Stecchi Gruppi Sportivi Fiamme Gialle                                                   | 5,20 m      | Marco Boni Centro Sportivo Aeronautica Militare                                        | 5,20 m      |
| Salto in lungo                                                                          | Stefano Dacastello Gruppi Sportivi Fiamme Gialle                                         | 7,82 m      | Andrew Howe Centro Sportivo Aeronautica Militare                                                | 7,68 m      | Stefano Tremigliozzi Centro Sportivo Aeronautica Militare                              | 7,66 m      |
| Salto triplo                                                                            | Fabrizio Donato Gruppi Sportivi Fiamme Gialle                                            | 17,17 m     | Fabrizio Schembri Centro Sportivo Carabinieri                                                   | 16,94 m     | Michele Boni Centro Sportivo Aeronautica Militare                                      | 16,37 m     |
| Lanci                                                                                   |                                                                                          |             |                                                                                                 |             |                                                                                        |             |
| Getto del peso                                                                          | Paolo Dal Soglio Centro Sportivo Carabinieri                                             | 18,58 m     | Marco Di Maggio Centro Sportivo Aeronautica Militare                                            | 18,33 m     | Marco Dodoni Gruppo Sportivo Forestale                                                 | 17,41 m     |
| Lancio del disco                                                                        | Giovanni Faloci Gruppi Sportivi Fiamme Gialle                                            | 59,05 m     | Hannes Kirchler Centro Sportivo Carabinieri                                                     | 58,99 m     | Eduardo Albertazzi Gruppi Sportivi Fiamme Gialle                                       | 57,42 m     |
| Lancio del martello                                                                     | Nicola Vizzoni Gruppi Sportivi Fiamme Gialle                                             | 76,29 m     | Marco Lingua Gruppi Sportivi Fiamme Gialle                                                      | 76,12 m     | Lorenzo Povegliano Centro Sportivo Carabinieri                                         | 70,71 m     |
| Lancio del giavellotto                                                                  | Leonardo Gottardo Centro Sportivo Aeronautica Militare                                   | 75,15 m     | Norbert Bonvecchio Atletica Trento                                                              | 74,04 m     | Roberto Bertolini Gruppo Sportivo Fiamme Oro                                           | 72,09 m     |
| record dei campionati; record nazionale; record personale; record personale stagionale. |                                                                                          |             |                                                                                                 |             |                                                                                        |             |

### Donne
| Specialità                                                                              | Oro                                                                                            | Prestazione | Argento                                                                                    | Prestazione | Bronzo | Prestazione |
| Corse                                                                                   |                                                                                                |             |                                                                                            |             | |             |
| 100 m (- 0,2 m/s)                                                                       | Ilenia Draisci Centro Sportivo Esercito                                                        | 11"65       | Audrey Alloh Gruppo Sportivo Fiamme Azzurre                                                | 11"68       | Jessica Paoletta Centro Sportivo Esercito                                                                                | 11"74       |
| 200 m (- 0,1 m/s)                                                                       | Marzia Caravelli CUS Cagliari                                                                  | 23"42       | Giulia Arcioni Gruppo Sportivo Forestale                                                   | 23"68       | Anna Bongiorni CUS Pisa Atletica Cascina                                                                                 | 23"97       |
| 400 m                                                                                   | Marta Milani Centro Sportivo Esercito                                                          | 52"29       | Libania Grenot Gruppi Sportivi Fiamme Gialle                                               | 52"32       | Maria Enrica Spacca Gruppo Sportivo Forestale                                                                            | 52"62       |
| 800 m                                                                                   | Elisabetta Artuso Gruppo Sportivo Forestale                                                    | 2'07"11     | Daniela Reina Gruppo Sportivo Fiamme Azzurre                                               | 2'07"64     | Cristina Grange Audacia Record Atletica                                                                                  | 2'07"69     |
| 1500 m                                                                                  | Elisa Cusma Piccione Centro Sportivo Esercito                                                  | 4'13"38     | Giulia Viola Gruppi Sportivi Fiamme Gialle                                                 | 4'17"14     | Maria Vittoria Fontanesi CUS Parma                                                                                       | 4'17"20     |
| 5000 m                                                                                  | Silvia Weissteiner Gruppo Sportivo Forestale                                                   | 15'48"94    | Elena Romagnolo Centro Sportivo Esercito                                                   | 15'54"73    | Rosaria Console Gruppi Sportivi Fiamme Gialle                                                                            | 16'13"56    |
| 10 000 m                                                                                | Nadia Ejjafini Runner Team 99                                                                  | 32'28"80    | Valeria Straneo Runner Team 99                                                             | 32'35"11    | Federica Dal Rì Centro Sportivo Esercito                                                                                 | 33'40"02    |
| 100 m ostacoli (- 0,3 m/s)                                                              | Marzia Caravelli CUS Cagliari                                                                  | 13"05       | Micol Cattaneo Centro Sportivo Carabinieri                                                 | 13"28       | Giulia Pennella Centro Sportivo Esercito                                                                                 | 13"29       |
| 400 m ostacoli                                                                          | Manuela Gentili CUS Palermo                                                                    | 56"69       | Aida Valente Atletica Vicentina                                                            | 58"20       | Anna Laura Marone CUS Torino                                                                                             | 58"85       |
| 3000 m siepi                                                                            | Valentina Costanza Centro Sportivo Esercito                                                    | 10'05"52    | Micaela Bonessi Associazione Maratonina Udinese                                            | 10'24"34    | Valeria Roffino Gruppo Sportivo Fiamme Azzurre                                                                           | 10'27"68    |
| Marcia 10000 m                                                                          | Federica Ferraro Centro Sportivo Aeronautica Militare                                          | 46'34"85    | Rossella Giordano Gruppo Sportivo Fiamme Azzurre                                           | 47'43"51    | Eleonora Anna Giorgi Gruppo Sportivo Fiamme Azzurre                                                                      | 49'08"15    |
| Staffetta 4×100 m                                                                       | Gruppo Sportivo Forestale Manuela Grillo Martina Giovanetti Giulia Arcioni Maria Enrica Spacca | 44"94       | Centro Sportivo Esercito Ilenia Draisci Rita De Cesaris Jessica Paoletta Clelia Calcagno   | 45"34       | Atletica Camelot Elena Sordelli Laura Gamba Martina Fugazza Michela D'Angelo                                             | 46"24       |
| Staffetta 4×400 m                                                                       | Centro Sportivo Esercito Chiara Bazzoni Clelia Calcagno Maria Benedicta Chigbolu Marta Milani  | 3'38"86     | Audacia Record Atletica Chiara Gervasi Cristina Grange Donata Piangerelli Flavia Battaglia | 3'43"61     | Atletica Lecco Colombo Costruzioni Anisia Aceti Sara Elena Bianchi Bazzi Marta Cereda Elena Bonfanti                     | 3'48"62     |
| Salti                                                                                   |                                                                                                |             |                                                                                            |             | |             |
| Salto in alto                                                                           | Raffaella Lamera Centro Sportivo Esercito                                                      | 1,88 m      | Giovanna Demo Atletica Vicentina                                                           | 1,84 m      | Elena Meuti Audacia Record Atletica Valeria Marconi Gruppo Sportivo Valsugana Trentino Chiara Vitobello Atletica Camelot | 1,80 m      |
| Salto con l'asta                                                                        | Anna Giordano Bruno Assindustria Sport Padova                                                  | 4,40 m      | Elena Scarpellini Centro Sportivo Aeronautica Militare                                     | 4,20 m      | Angela Sterpetti Atletica Studentesca CA.RI.RI. Giulia Cargnelli Gruppo Sportivo Forestale                               | 4,10 m      |
| Salto in lungo                                                                          | Tania Vicenzino Centro Sportivo Esercito                                                       | 6,26 m      | Anastassia Angioi CUS Sassari                                                              | 6,26 m      | Elisa Zanei Gruppo Sportivo Valsugana Trentino                                                                           | 6,21 m      |
| Salto triplo                                                                            | Simona La Mantia Gruppi Sportivi Fiamme Gialle                                                 | 14,40 m     | Silvia Cucchi Gruppo Sportivo Fiamme Oro                                                   | 13,36 m     | Barbara Lah Atletica Camelot                                                                                             | 13,23 m     |
| Lanci                                                                                   |                                                                                                |             |                                                                                            |             | |             |
| Getto del peso                                                                          | Chiara Rosa Gruppo Sportivo Fiamme Azzurre                                                     | 17,64 m     | Julaika Nicoletti Gruppo Sportivo Forestale                                                | 15,71 m     | Elena Carini Centro Sportivo Esercito                                                                                    | 15,34 m     |
| Lancio del disco                                                                        | Laura Bordignon Gruppo Sportivo Fiamme Azzurre                                                 | 55,47 m     | Valentina Aniballi Centro Sportivo Esercito                                                | 52,45 m     | Tamara Apostolico Atletica Camelot                                                                                       | 51,94 m     |
| Lancio del martello                                                                     | Silvia Salis Gruppo Sportivo Fiamme Azzurre                                                    | 69,57 m     | Elisa Palmieri Centro Sportivo Esercito                                                    | 67,33 m     | Micaela Mariani Assindustria Sport Padova                                                                                | 61,23 m     |
| Lancio del giavellotto                                                                  | Zahra Bani Gruppo Sportivo Fiamme Azzurre                                                      | 59,92 m     | Silvia Carli Gruppo Sportivo Fiamme Oro                                                    | 53,99 m     | Tiziana Rocco Gruppo Sportivo Fiamme Azzurre                                                                             | 53,13 m     |
| record dei campionati; record nazionale; record personale; record personale stagionale. |                                                                                                |             |                                                                                            |             | |             |